# Moczary
Moczary este o arie protejată (sit de importanță comunitară — SCI) din Polonia întinsă pe o suprafață de 1.181,79 ha, integral pe uscat.

## Localizare
Centrul sitului Moczary este situat la coordonatele 49°22′00″N 22°42′59″E / 49.3668°N 22.7165°E.

## Înființare
Situl Moczary a fost declarat sit de importanță comunitară în octombrie 2009 pentru a proteja 12 specii de animale.

## Biodiversitate
Situată în ecoregiunea alpină, aria protejată conține 11 habitate naturale: Formațiuni ierboase bogate în specii de Nardus, dezvoltate pe substraturi silicioase în zone montane (și în zone submontane, în Europa continentală), Liziere de ierburi înalte hidrofile de câmpie și de nivel montan până la alpin, Fânețe de joasă altitudine (Alopecurus pratensis, Sanguisorba officinalis), Mlaștini turboase de tranziție și turbării mișcătoare, Izvoare petrifiante cu formare de travertin (Cratoneurion), Mlaștini alcaline, Păduri de fag Luzulo-Fagetum, Păduri de fag Asperulo-Fagetum, Păduri pe pante, grohotișuri și ravene de Tilio-Acerion, Mlaștini împădurite, Păduri aluvionare cu Alnus glutinosa și Fraxinus excelsior (Alno-Padion, Alnion incanae, Salicion albae).
La baza desemnării sitului se află mai multe specii protejate:
- amfibieni (2): izvoraș-cu-burta-galbenă (Bombina variegata), Triturus montandoni
- mamifere (4): lupul (Canis lupus), castor (Castor fiber), râs eurasiatic (Lynx lynx), urs brun (Ursus arctos)
- nevertebrate (5): Boros schneideri, Carabus variolosus, Phengaris nausithous, Phengaris teleius, Vertigo angustior
- reptile (1): Buxbaumia viridis